# Gerry Adams
Gerard "Gerry" Adams tiếng Ireland: Gearóid Mac Ádhaimh;, sinh ngày 6 tháng 10 năm 1948) là một chính trị gia cộng hòa Ireland, chủ tịch của đảng chính trị Sinn Féin và là một Teachta Dála (TD, một thành viên của quốc hội Ireland) cho Louth kể từ cuộc tổng tuyển cử năm 2011.
Từ năm 1983 đến năm 1992 và từ năm 1997 đến năm 2011, ông là một thành viên của Nghị viện (MP) Quốc hội Anh tại Belfast West.
Ông là chủ tịch của Sinn Féin từ năm 1983. Kể từ đó, đảng này đã trở thành đảng lớn thứ ba ở Cộng hòa Ireland, đảng chính trị lớn thứ hai ở Bắc Ireland và là một đảng theo chủ nghĩa dân tộc Ireland lớn nhất trong khu vực đó. Năm 1984, Adams bị thương nặng trong một vụ ám sát bởi một số tay súng thuộc Hiệp hội Quốc phòng Ulster (UST), trong đó có John Gregg. Từ cuối những năm 1980 trở đi, Adams là một nhân vật quan trọng trong tiến trình hòa bình của Bắc Ireland, ban đầu sau khi liên lạc với lãnh đạo đảng Dân chủ và Đảng Lao động (SDLP) John Hume và sau đó là các chính phủ Ireland.
Dưới thời Adams, Sinn Féin đã thay đổi chính sách áp chế truyền thống của mình đối với Oireachtas, quốc hội của nước Cộng hòa Ireland vào năm 1986 và sau đó lên nắm quyền trong Hội đồng Bắc Ireland chia sẻ quyền lực. Vào năm 2005, Quân đội Cộng hòa Ireland tạm thời (IRA) tuyên bố chiến dịch vũ trang của họ đã kết thúc và rằng nó đã được cam kết độc lập với chính trị dân chủ.
Vào năm 2014, ông bị Cơ quan Cảnh sát Bắc Ireland kiểm tra trong bốn ngày do liên quan đến việc bắt cóc và giết Jean McConville năm 1972. Ông được trả tự do mà không có trách nhiệm và hồ sơ đã được gửi đến Cơ quan Công tố, sau đó nói rằng không có đủ bằng chứng để buộc ông.